# Bages (Hiszpania)

Położenie comarki na mapie Katalonii

Bages – comarca (powiat) w Hiszpanii w Katalonii. Liczy 181 346 mieszkańców i zajmuje powierzchnię 1299,1 km². Stolicą jest Manresa.

## Gminy
- Aguilar de Segarra
- Artés
- Avinyó
- Balsareny
- Calders
- Callús
- Cardona
- Castellbell y Vilar
- Castellfollit del Boix
- Castellgalí
- Castellnou de Bages
- Estany
- Fonollosa
- Gayá
- Manresa
- Marganell
- Moyá
- Monistrol de Calders
- Monistrol de Montserrat
- Mura
- Navarclés
- Navás
- El Pont de Vilomara i Rocafort
- Rajadell
- Sallent de Llobregat
- Santpedor
- San Feliú de Saserra
- San Fructuoso de Bages
- San Juan de Torruella
- San Mateo de Bages
- Sant Salvador de Guardiola
- San Vicente de Castellet
- Santa Maria d'Oló
- Suria
- Talamanca